# Fame – Der Weg zum Ruhm
Fame – Der Weg zum Ruhm ist ein US-amerikanischer Spielfilm über Jugendliche an der High School of Music and Art in Manhattan, eine New Yorker Schule für darstellende Künste, aus dem Jahr 1980. Regie führte Alan Parker.

## Handlung
Parkers Film ist in fünf Akte unterteilt. Er beginnt mit der Aufnahmeprüfung zur Schule, zeigt dann die Erlebnisse einiger aufgenommener Schüler im ersten, zweiten, dritten und letzten Schuljahr.
- Aufnahmeprüfung – Die New Yorker „High School of Performing Arts“ nimmt in drei Abteilungen Schüler auf: Musik (für Instrumentalisten), Tanz und Schauspiel. So u. a. den talentierten Tänzer Leroy, der aus einem New Yorker „Ghetto“-Viertel kommt und mit Messern bewaffnet zur Prüfung erscheint. (Eigentlich begleitet er nur eine Freundin und hat ursprünglich nicht vor, sich prüfen zu lassen.) Des Weiteren bewerben sich Doris (mit ihrer überfürsorglichen Mutter, was Doris sehr peinlich ist) und Montgomery, der so nervös ist, dass er seinen Text vergisst.
- Erstes Schuljahr – Doris und Montgomery freunden sich in der Schauspielabteilung an. Coco befreundet sich mit dem begabten Musiker Bruno. Gemeinsam mit Bruno möchte die ambitionierte Coco auftreten, und Bruno soll die Songs schreiben. Der aggressive Leroy ist praktisch Analphabet, was zu Problemen mit seiner Englischlehrerin führt.
- Zweites Schuljahr – Montgomery outet sich gegenüber Doris und Ralph als schwul. Bruno hat einen Song für Coco komponiert. Sein Vater, ein Taxifahrer, ist so stolz auf seinen Sohn, dass er sein Taxi mit Lautsprechern ausstattet, vor die Schule fährt und die Musik seines Sohnes spielt. Die Schüler kommen aus der Schule und tanzen dazu auf der Straße und den Dächern der Autos. Diese Szene ist die berühmteste Tanzszene des Films. Die Tänzerin Lisa soll aus der Schule geworfen werden. Deprimiert darüber will sie sich das Leben nehmen, beschließt dann aber, in die Schauspielabteilung zu wechseln.
- Drittes Schuljahr – Liebeserfahrungen. Leroy ist mit der Tänzerin Hilary zusammen. Doris hat ihre erste Liebesnacht mit Ralph.
- Viertes Schuljahr – Das Studium nähert sich dem Ende, und die Schüler bereiten sich bereits auf das Leben nach der Schule vor. Ein angeblicher Filmemacher bietet Coco Probeaufnahmen an. Es stellt sich jedoch heraus, dass er nur Nacktaufnahmen von ihr machen möchte. Hilary ist von Leroy schwanger und will ihr Kind abtreiben. Der Stand-up-Comedian Ralph tritt in einer Spelunke auf, in der sich – nach anfänglichen Erfolgen – niemand mehr für seine Witze interessiert. Daraufhin betrinkt er sich und beschimpft Doris. Die Studenten bereiten sich auf das Abschlusskonzert vor. Sie haben sich im Laufe der vier Jahre verändert, sind erwachsener geworden und haben auch gelernt, wie schwierig das Leben als darstellender Künstler sein kann.

## Hintergrund
Alan Parker wählte, um das Leben New Yorker Jugendlicher mit künstlerischer Begabung zu zeigen, Studenten der New Yorker Schule für darstellende Künste aus. Sie alle waren um die 20 Jahre alt und spielen praktisch ihr eigenes Leben. Für die meisten war es die erste Filmarbeit überhaupt. Irene Cara hatte bereits Erfahrung mit kleineren Filmrollen als Jugendliche. Sie war es auch, die später die größte Karriere hatte. 1982 entstand aus Fame auch eine gleichnamige Fernsehserie, in der einige der Darsteller wiederum mitwirkten und die bis 1987 mit insgesamt 136 Folgen lief.
Am 24. Dezember 2009 erschien eine Neuverfilmung von Fame, bei der Kevin Tancharoen Regie führte.

## Synchronisation
Die deutsche Synchronbearbeitung entstand 1980.
| Rolle      | Darsteller         | Synchronsprecher   |
| ---------- | ------------------ | ------------------ |
| Angelo     | Eddie Barth        | Hubert Suschka     |
| Coco       | Irene Cara         | Madeleine Stolze   |
| Bruno      | Lee Curreri        | Benjamin Völz      |
| Lisa       | Laura Dean         | Claudia Marnitz    |
| Hilary     | Antonia Franceschi | Susanna Bonasewicz |
| Ralph      | Barry Miller       | Stefan Krause      |
| Montgomery | Paul McCrane       | Torsten Sense      |

## Kritiken
Lexikon des internationalen Films: Musical mit blendenden Musik- und Tanzszenen, das ohne ausgesprochene soziale Problematik doch einiges vom Lebensgefühl der jungen Menschen einzufangen vermag. Handwerklich perfekt.

## Auszeichnungen
Bei den Academy Awards 1981 gewann der Film je einen Oscar für die Kategorie Beste Filmmusik und für den Titel Fame in der Kategorie Bester Song. In letzterer Kategorie war aus dem Film noch der Titel Out Here On My Own nominiert worden, daneben erhielt der Film Nominierungen für die Kategorien Bestes Originaldrehbuch, Bester Ton und Bester Filmschnitt.
Das Lied Fame hatte zuvor bereits den Golden Globe Award erhalten. 2023 wurde der Film in das National Film Registry aufgenommen.

## Fame – Das Musical
Das gleichnamige auf dem Kinofilm basierende Musical hatte Premiere 1988 im Coconut Grove Playhouse in Miami. Allein in Großbritannien besuchten es 3,5 Millionen Menschen. In Deutschland war es eine Initialzündung für die Musicalwelle. Die Deutschlandpremiere feierte Fame - Das Musical 2000 in der Oper in Chemnitz. Es lief u. a. 2006 im Theater Magdeburg unter der Regie von Matthias Brenner, außerdem bis Juni 2007 in der Wagenhalle Griesheim. Ab April 2008 ging Fame in Nürnberg über die Bühne der EWF. In der Spielzeit 2017/2018 zeigt das Theater Kiel eine Inszenierung des Musicals.
Als größte Produktion des Hamburger First Stage Theater wurde Fame von Juni 2018 bis September 2018 in über 60 Vorstellungen auf die Bühne gebracht.